# Cantone di Ruelle-sur-Touvre
Il Cantone di Ruelle-sur-Touvre era una divisione amministrativa dell'arrondissement di Angoulême.
A seguito della riforma approvata con decreto del 20 febbraio 2014, che ha avuto attuazione dopo le elezioni dipartimentali del 2015, è stato soppresso.

## Composizione
Comprendeva i comuni di:
- L'Isle-d'Espagnac
- Magnac-sur-Touvre
- Mornac
- Ruelle-sur-Touvre
- Touvre